# Yaba Badoe
Yaba Badoe (n. 1955) es una documentalista, cineasta, periodista y escritora de Ghana y el Reino Unido.

## Carrera
Yaba Badoe nació en Tamale, en la región norte de Ghana. Fue a educarse al Reino Unido a una edad muy temprana. Después graduarse en el King's College de Cambridge, Badoe trabajó como asistente civil en el Ministerio de Relaciones Exteriores de su país, antes de comenzar su carrera como periodista en la BBC. También fue investigadora en el Instituto de Estudios Africanos de la Universidad de Ghana. Enseñó en España y Jamaica y trabajó como productora y directora de documentales para canales de televisión importantes en Gran Bretaña. Entre sus trabajos se cuentan:  Black and White (1987), una investigación sobre raza y racismo en Bristol con cámaras ocultas de la BBC 1; I Want Your Sex (1991), un documental artístico que explora los mitos y las imágenes que rodean la sexualidad negra en el arte, la literatura, la fotografía y el cine de Occidente para Channel 4; y la serie de seis temporadas Voluntary Service Overseas (2002), para ITV.
Además de hacer películas, Badoe es una escritora creativa. Su primera novela, True Murder, fue publicada en Londres por Jonathan Cape en 2009. Su cuento «The Rivals» se incluyó en la antología African Love Stories (Ayebia, 2006), editada por Ama Ata Aidoo.
Badoe dirigió y coprodujo, con Amina Mama, el documental The Witches of Gambaga, que ganó en la categoría de mejor documental en el Festival Internacional de Cine Negro en 2010 y recibió el segundo premio en la sección de documentales de FESPACO en 2011. En 2014 lanzó un filme titulado The Art of Ama Ata Aidoo. En 2016 participó del evento de conferencias y arte de seis días de duración Telling Our Stories of Home: Exploring and Celebrating Changing African and Africa-Diaspora Communities, que tuvo lugar en Chapel Hill (Carolina del Norte).

## Filmografía
- A Time of Hope (1983)
- Crowning Glory (1986)
- Black and White (1987)
- I Want Your Sex (1991)
- Supercrips and Rejects (1996)
- Race in the Frame (1996)
- A Commitment to Care – The Capable State (1997)
- Am I My Brother’s Keeper? (2002)
- Voluntary Service Overseas (2002)
- One to One (2003)
- Secret World of Voodoo: Africa – Coming Home (2006)
- Honorable Women (2010)
- The Witches of Gambaga (2010)
- The Art of Ama Ata Aidoo (2014)